# Spencer Wilton
Spencer James Wilton (Ipswich, 1 de febrero de 1973) es un jinete británico que compite en la modalidad de doma.
Participó en los Juegos Olímpicos de Río de Janeiro 2016, obteniendo una medalla de plata en la prueba por equipos (junto con Fiona Bigwood, Carl Hester y Charlotte Dujardin). Ganó una medalla de bronce en el Campeonato Mundial de Doma de 2018, en la misma prueba.
Wilton es abiertamente homosexual, y tuvo una relación con el jinete de doma Carl Hester.

## Palmarés internacional
| Juegos Olímpicos   | Juegos Olímpicos        | Juegos Olímpicos  | Juegos Olímpicos |
| Año                | Lugar                   | Medalla           | Categoría        |
| ------------------ | ----------------------- | ----------------- | ---------------- |
| 2016               | Río de Janeiro (Brasil) | Medalla de plata  | Por equipos      |
| Campeonato Mundial |                         |                   |                  |
| Año                | Lugar                   | Medalla           | Categoría        |
| 2018               | Tryon (Estados Unidos)  | Medalla de bronce | Por equipos      |